# 巴克礼译本
巴克禮譯本（也稱作白話字聖經）是目前台灣基督長老教會最通用的台語聖經。

## 政府查禁
1975年，台灣省警備總司令部以阻礙國語之推行為名闖入聖經公會沒收2200本白話字聖經，聖經公會表示會以逐漸淘汰方式不再淘汰。

## 外部連結
全民台語聖經網站 （页面存档备份，存于）